# Murgob
Murgob (tadż. Мурғоб) – miejscowość i dżamoat w Tadżykistanie, w Górskim Badachszanie. Według danych szacunkowych na rok 2007 liczy 11 203 mieszkańców.